# Alejandro Giavarini
Alejandro Bautista Giavarini (Rosario, 1901 - Rosario, 2002) fue un sindicalista y político argentino, que ejerció como senador nacional y como ministro de Trabajo de su país.
Afiliado a la Unión Ferroviaria, tras la irrupción política de Juan Domingo Perón, fue nombrado delegado regional de la Secretaría de Trabajo y Previsión en Rosario. Fue elegido Senador Nacional por la provincia de Santa Fe en febrero de 1949, en reemplazo de Demetrio Figueras, y nuevamente en 1951. Desde ese año hasta 1954 fue miembro del Consejo Superior del Partido Peronista.
Tuvo una actuación destacada en la sanción de la ley que determinó la expropiación del diario La Prensa. También participó en la solución de una de las huelgas más importantes que debió enfrentar Perón, la de ferroviarios de 1951.
Fue nombrado ministro de Trabajo y Previsión de la Nación en abril de 1953, y permaneció en ese cargo hasta el derrocamiento de Perón.
Era tío de Adalberto Rodríguez Giavarini, que fue ministro de Relaciones Exteriores de su país entre 1999 y 2001.
Falleció, ya centenario, en el año 2002.